# Jules Bastien-Lepage
Jules Bastien-Lepage (n. 1 noiembrie 1848, Damvillers, Lorraine⁠(d), Franța – d. 10 decembrie 1884, Paris, Île-de-France, Franța) a fost un pictor francez asociat îndeaproape cu începuturile naturalismului, un stil artistic care a apărut din ultima fază mișcării realiste.
Cea mai faimoasă lucrare a sa este portretul în stil peisagistic al Ioanei d'Arc, care se află în prezent la Metropolitan Museum of Art din New York.

## Viața și opera
Bastien-Lepage s-a născut în satul Damvillers, Meuse, unde și-a petrecut copilăria. Tatăl lui Bastien cultiva struguri într-o podgorie pentru a întreține familia.Bunicul său locuia, de asemenea, în sat; grădina sa avea pomi fructiferi de măr, pară și piersic, lipiți de zidurile înalte. Bastien a prins de timpuriu gustul desenului, iar părinții săi i-au încurajat creativitatea, cumpărându-i printuri de picturi pe care să le copieze.

### Educație

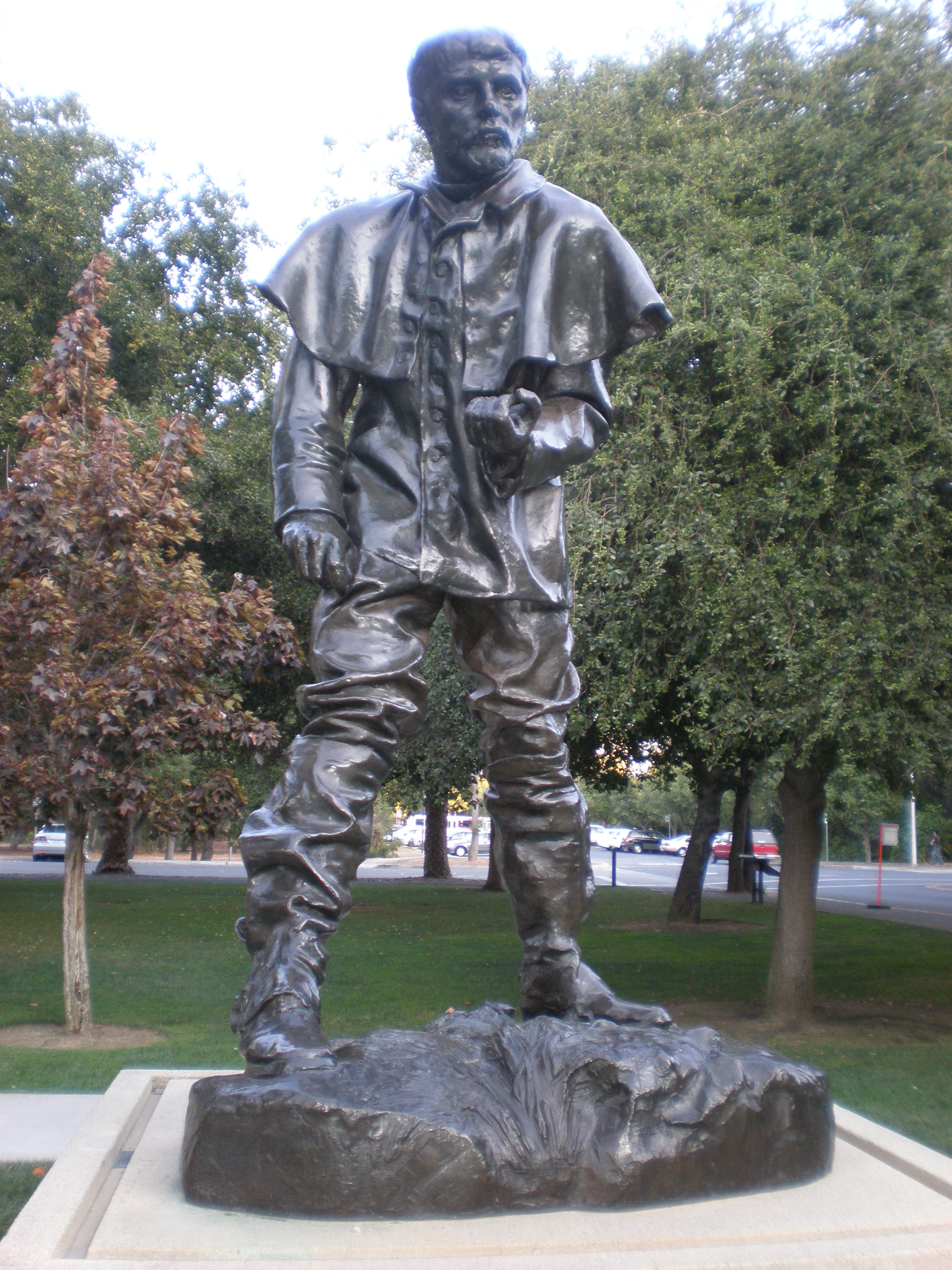
Auguste Rodin, Jules Bastien-Lepage, 1887, expus la Centrul pentru Arte Vizuale Iris & B. Gerald Cantor din campusul Universității Stanford din Stanford, California

Primul profesor al lui Jules Bastien-Lepage a fost tatăl său, el însuși artist, iar prima sa pregătire formală a fost la Verdun. Îndemnat de dragostea pentru artă, a plecat la Paris în 1867, unde a fost admis la École des Beaux-Arts, lucrând sub îndrumarea lui Cabanel. A obținut primul loc la desen, dar și-a petrecut cea mai mare parte a timpului lucrând singur, apărând doar ocazional la cursuri. Cu toate acestea, a absolvit trei ani la École. Bastien a luptat și a fost rănit în timpul războiului franco-prusac din 1870. După război, s-a întors acasă pentru a-i picta pe săteni și pentru a se recupera după rană. În 1873, și-a pictat bunicul în grădină, o lucrare care îi va aduce artistului primul succes la Salonul de la Paris.

### Opera timpurie
După ce a expus lucrări la Saloanele din 1870 și 1872, care nu au atras atenția, în 1874 Portretul bunicului meu a fost apreciat de critici și a primit o medalie clasa a treia. De asemenea, a expus Cântecul primăverii, un studiu de orientare academică asupra vieții rurale, reprezentând o țărancă așezată pe un deal deasupra unui sat, înconjurată de nimfe ale pădurii.
Succesul său inițial a fost confirmat în 1875 de Prima Împărtășanie, o pictură a unei fetițe minuțios lucrate într-o manieră care a fost comparată cu Hans Holbein și un Portret al lui dl. Hayern. În 1875, a ocupat locul al doilea în competiția pentru Prix de Rome cu lucrarea Îngerii care se arată păstorilor, expus din nou la Expoziția Universală în 1878. Următoarea sa încercare de a câștiga Prix de Rome în 1876 cu Priam la picioarele lui Ahile a fost din nou nereușită (este expusă în galeria Lille), iar pictorul s-a hotărât să se întoarcă la viața de la țară.  La Salonul din 1877 a trimis un  tablou în mărime naturală Portretul doamnei L. și al părinților mei; iar în 1878 un Portret al dl. Theuriet și Haymaking (Les Foins). Ultimul tablou, aflat acum în Musée d'Orsay, a fost lăudat pe scară largă atât de critici, cât și de public. I-a asigurat statutul de a fi unul dintre primii pictori din școala naturalistă.

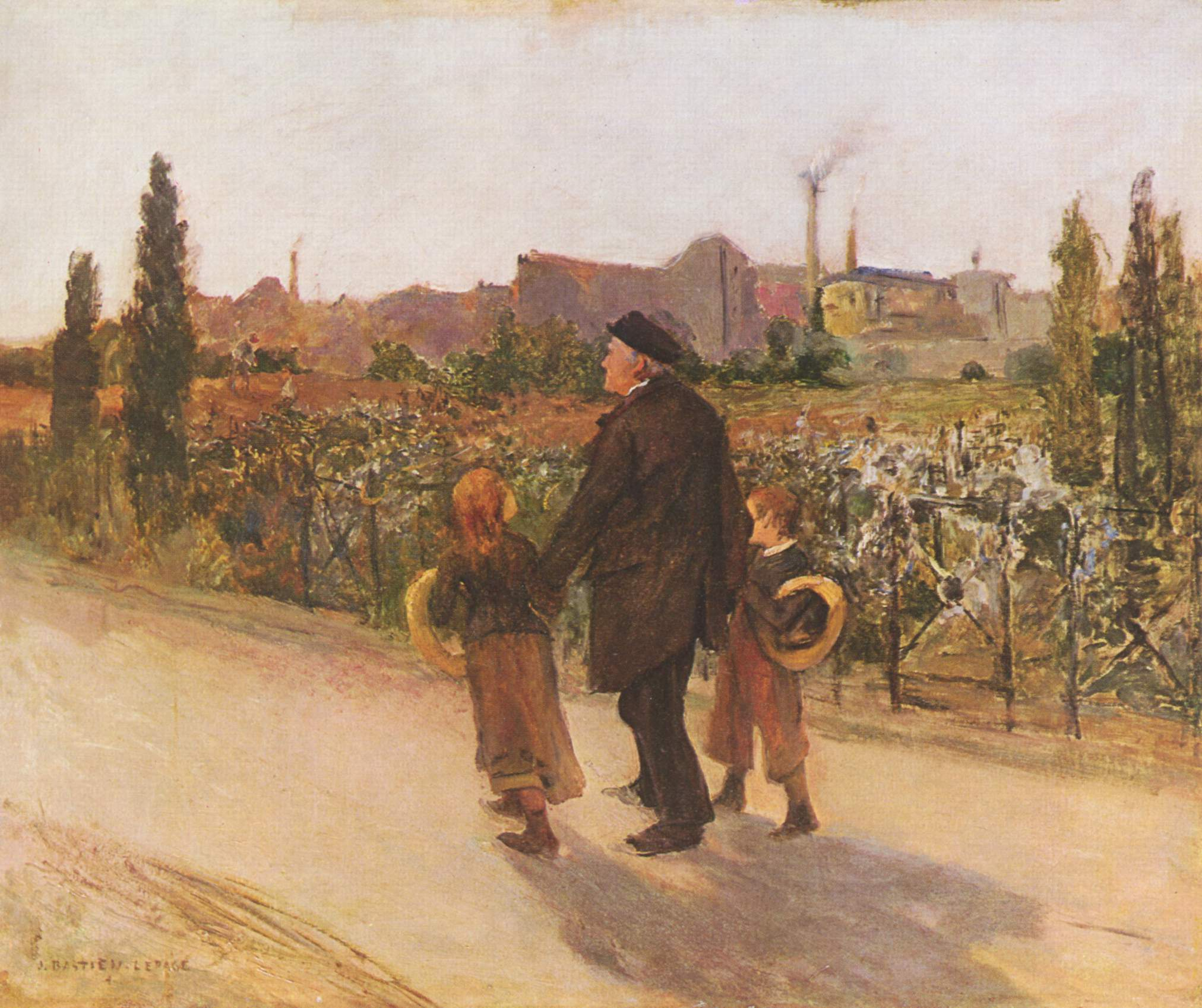
Ziua tuturor sufletelor, c. 1882

### Naturalism și aclamare
După succesul cu tabloul Les Foins, Bastien-Lepage a fost recunoscut în Franța drept liderul școlii naturaliste în curs de dezvoltare. Până în 1883, un critic putea să proclame că „întreaga lume pictează astăzi atât de mult ca dl. Bastien-Lepage, încât dl. Bastien-Lepage pare să picteze ca întreaga lume”.  Această faimă i-a adus comenzi importante.

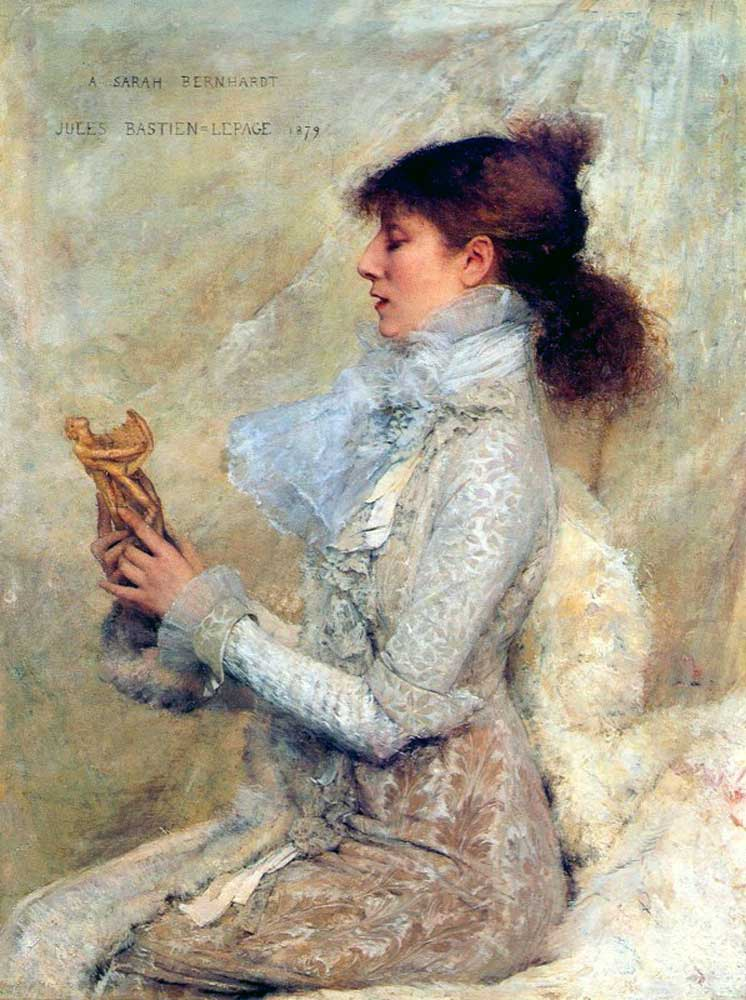
Portretul lui Sarah Bernhardt, 1879

Portretul doamnei Sarah Bernhardt (1879), pictat într-o cheie luminoasă, i-a adus crucea Legiunii de Onoare. În 1879 a fost însărcinat să îl picteze pe prințul de Wales. În 1880 a expus un mic portret al lui M. Andrieux și al Ioanei d'Arc ascultând vocile (acum la Muzeul Metropolitan de Artă); iar în același an, la Academia Regală, micul portret al prințului de Wales. În 1881 a pictat Cerșetorul și Portretul lui Albert Wolf; în 1882 Le Père Jacques; în 1885 Dragoste într-un sat, în care găsim o urmă de influență a lui Gustave Courbet. Ultima sa lucrare datată este Forja (1884).

### Moartea și moștenirea

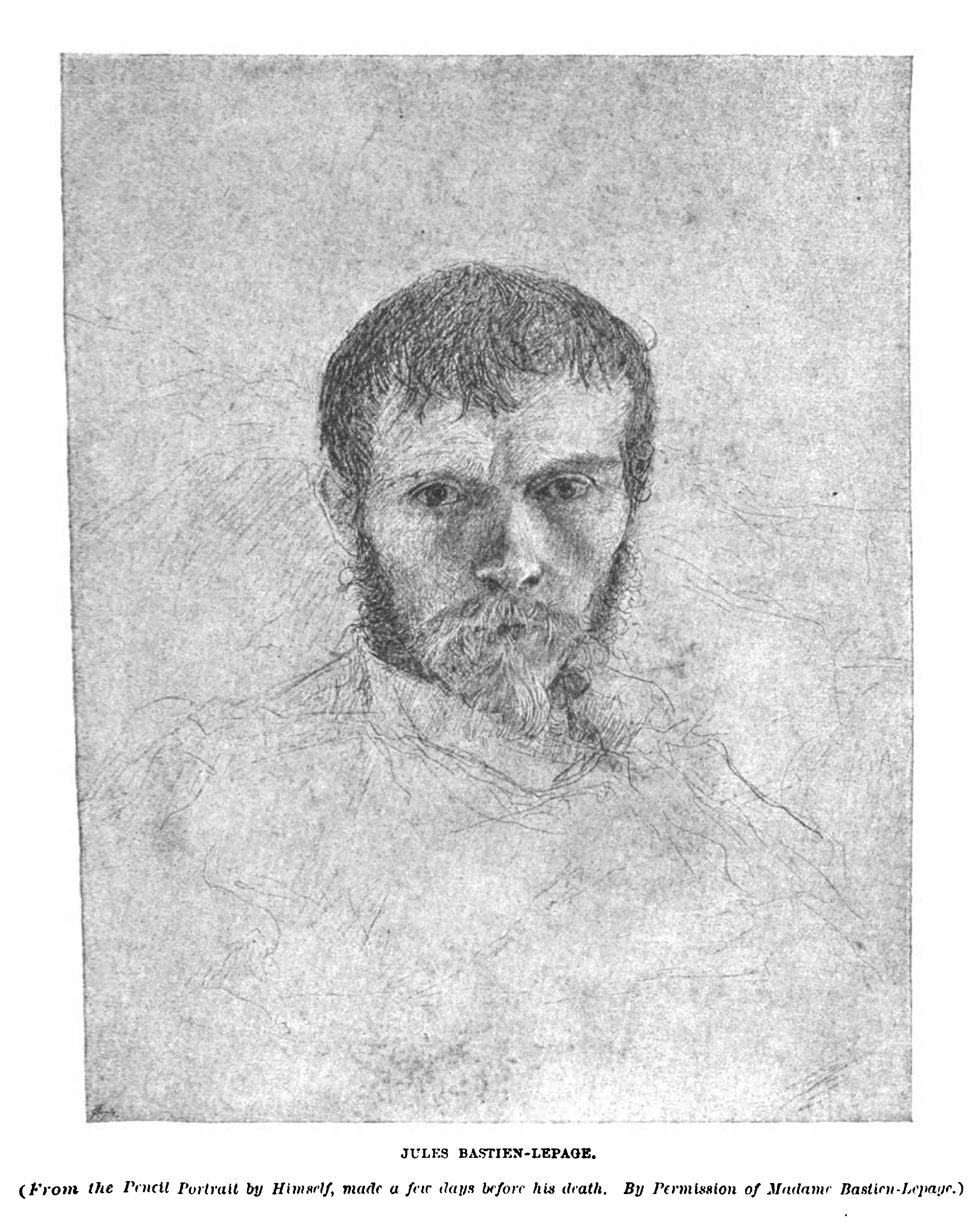
Autoportret desenat cu câteva zile înainte de moartea sa

Între 1880 și 1883 a călătorit în Italia. Artistul, bolnav de multă vreme, încercase în zadar să-și refacă sănătatea în Alger. A murit la Paris în 1884, când plănuia o nouă serie de subiecte rurale. Prietenul său, Prințul Bojidar Karageorgevitch a fost alături de el la sfârșit și a scris: 
În cele din urmă, nu a mai putut lucra; și a murit la 10 decembrie 1884, dând ultima suflare în brațele mele. La capul mormântului său, mama și fratele lui au plantat un măr.
În martie și aprilie 1885, peste 200 dintre tablourile sale au fost expuse la Ecole des Beaux-Arts. În 1889, unele dintre cele mai cunoscute lucrări ale sale au fost prezentate la Expoziția Universală de la Paris.
Printre lucrările sale cele mai importante, poate fi menționat și portretul doamnei J. Drouet (1883); Gambetta pe patul de moarte și câteva peisaje; The Vintage (1880) și The Thames at London (1882). Micul coșar nu a fost niciodată terminat. Un muzeu îi este dedicat la Montmédy. O statuie a lui Bastien-Lepage de Rodin a fost ridicată în Damvillers. Un necrolog al prințului Bojidar Karageorgevitch, a apărut în revista de artă (Cassell) în 1890.

### Impactul asupra recepției impresionismului
Influentul critic englez Roger Fry⁠(d) i-a atribuit lui Bastien-Lepage acceptarea impresioniștilor de către publicul larg, în special a lui Claude Monet. În Eseul de estetică din 1920, Fry a scris:
„Monet este un artist a cărui principală pretenție la recunoaștere constă în puterea sa uimitoare de a reproduce cu fidelitate anumite aspecte ale naturii, dar inocența și sinceritatea sa cu adevărat naivă au fost luate de public drept cele mai îndrăznețe prostii și a fost nevoie de învățătura unor oameni ca Bastien-Lepage, care au făcut un compromis inteligent între adevăr și o convenție acceptată despre cum arată lucrurile, pentru ca lumea să admită treptat adevăruri pe care o singură plimbare la țară cu o viziune pur imparțială le-ar fi stabilit dincolo de orice dubiu.”

## Relația cu Marie Bashkirtseff
Pictorița de origine ucraineană Marie Bashkirtseff⁠(d) a legat o strânsă prietenie cu Bastien-Lepage. Din punct de vedere artistic, ea s-a inspirat din admirația pictorului francez pentru natură: „Nu spun nimic despre câmpuri pentru că Bastien-Lepage domnește peste ele ca suveran; dar străzile, în schimb, nu și-au avut încă... un Bastien." Cea mai cunoscută lucrare a ei în acest sens naturalist este O întâlnire (aflată în prezent la Musée d'Orsay), care a fost apreciată la Salonul de la Paris din 1884. Printr-o coincidență curioasă, ea a cedat unei boli cronice în același an cu colegul și prietenul ei.

## Onoruri
- 1883: Cavaler în Ordinul lui Leopold . [15]

## Picturi

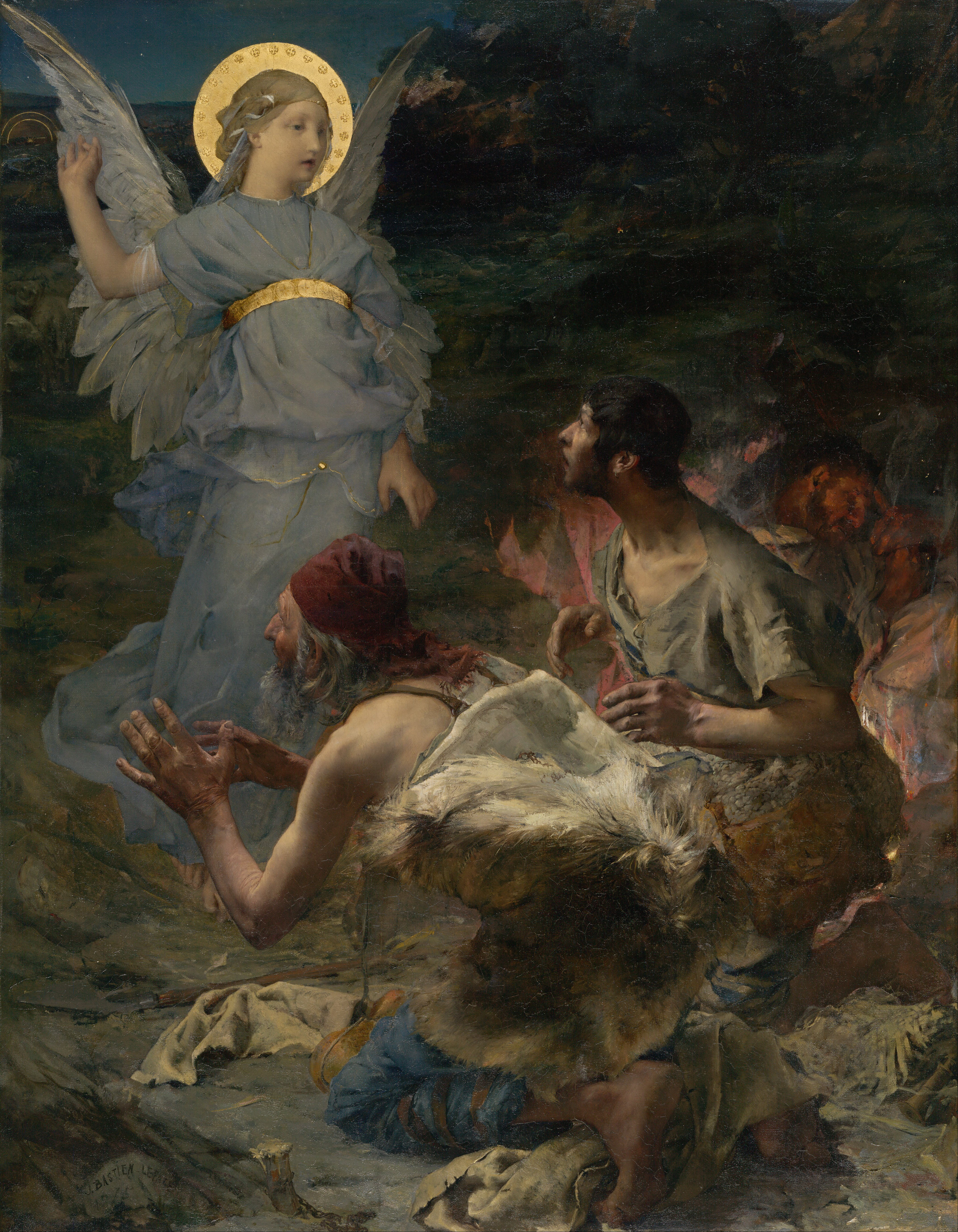
Buna Vestire către păstori, 1875, National Gallery of Victoria⁠(d)
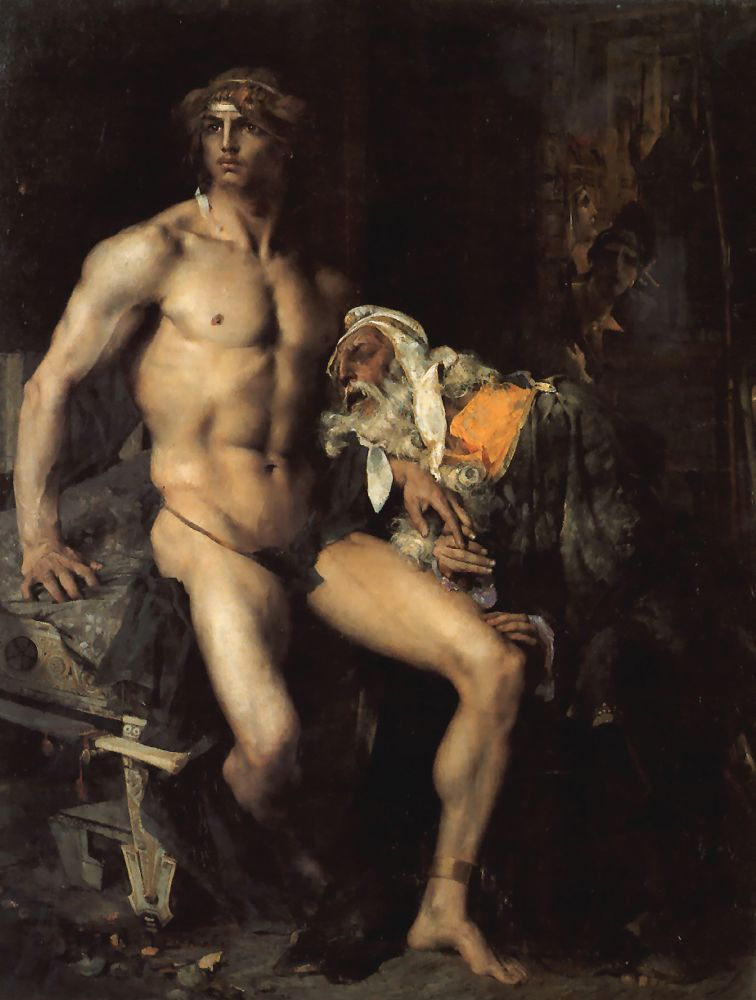
Ahile și Priam, 1876
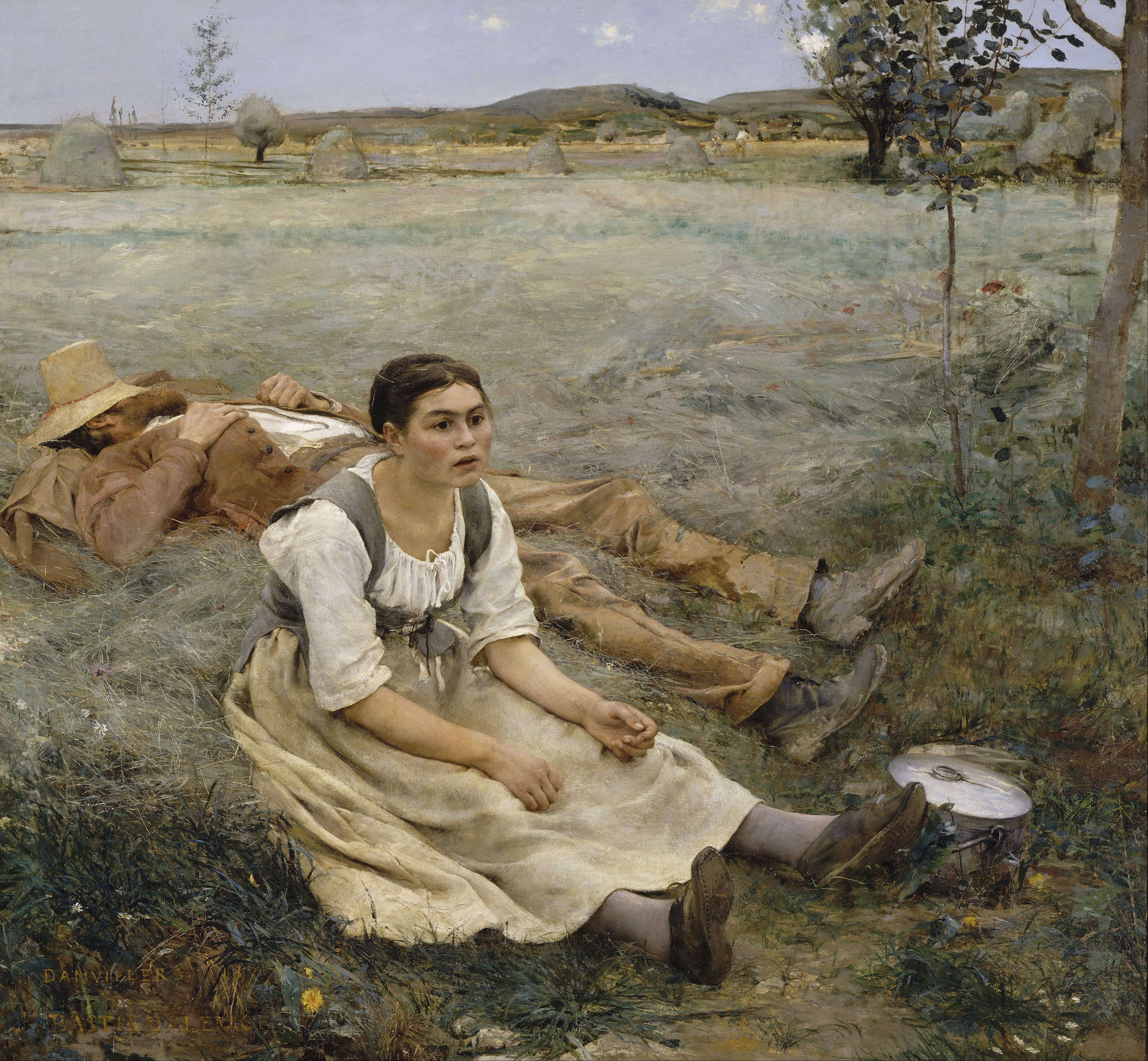
Les Foins, 1877, Muzeul d'Orsay
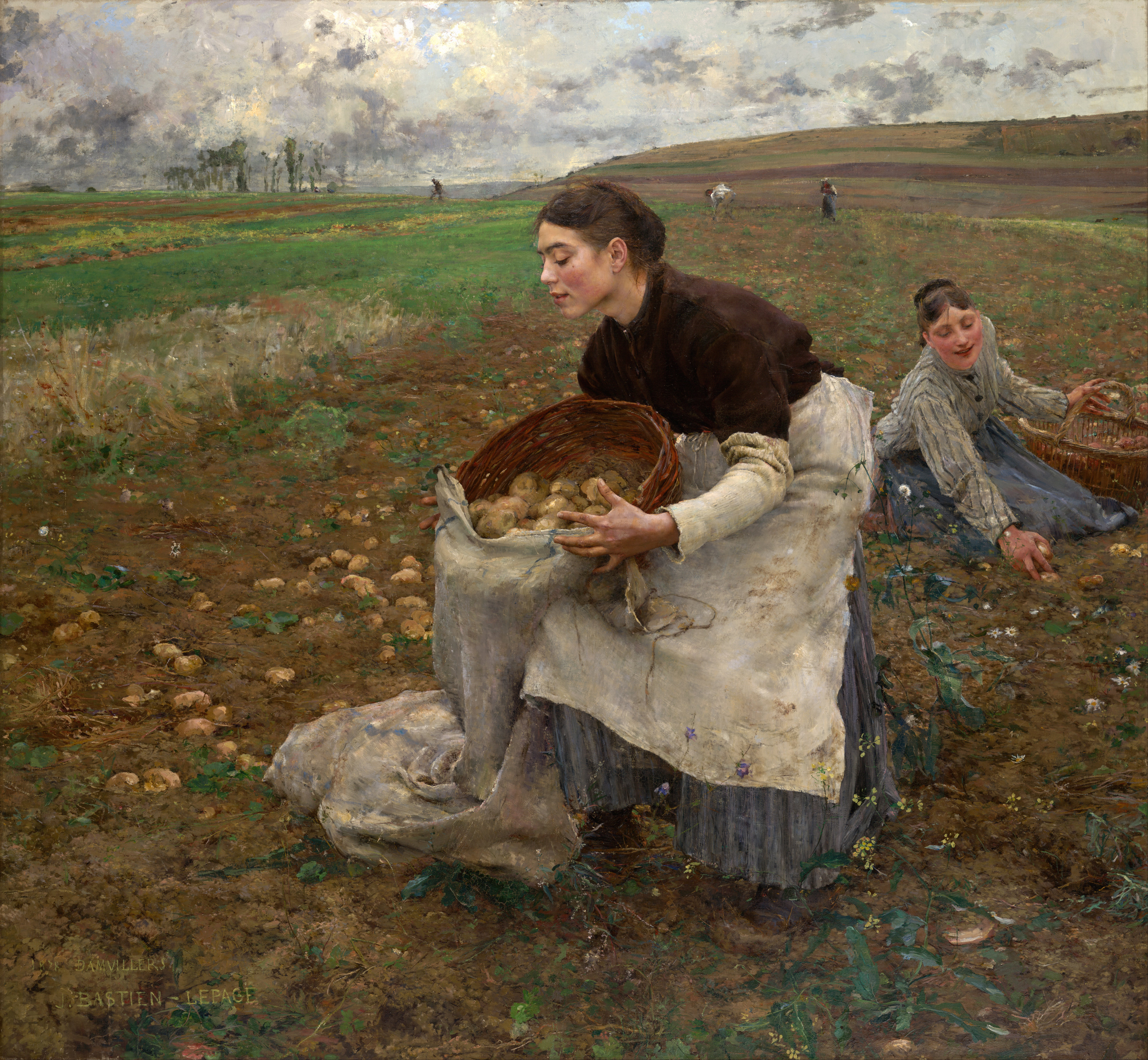
Octombrie 1878, National Gallery of Victoria⁠(d)
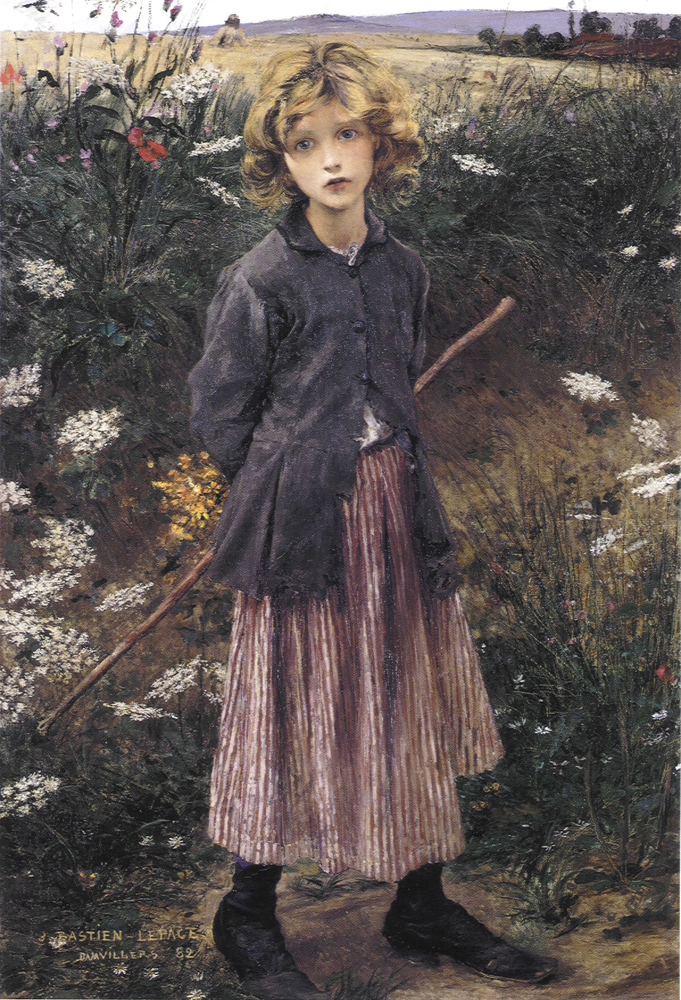
Fată tânără, 1881
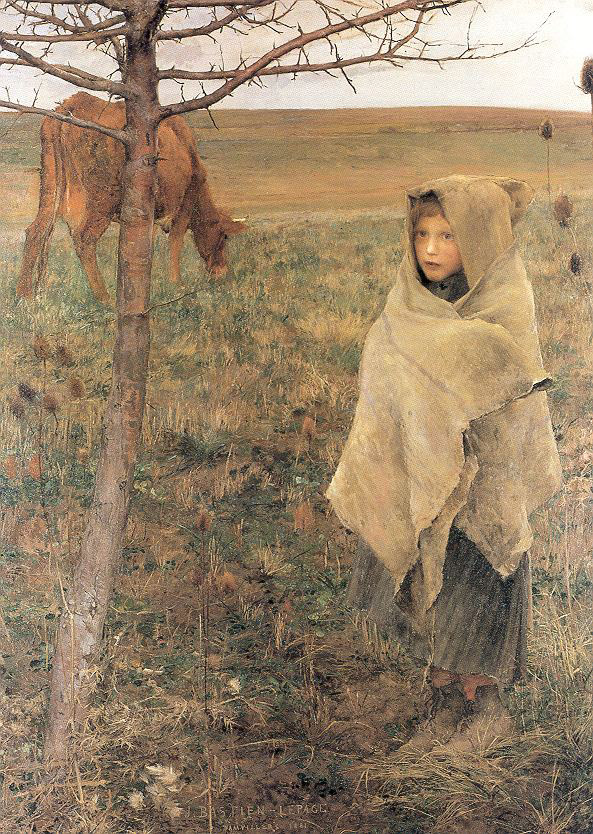
Pauvre Fauvette, 1881
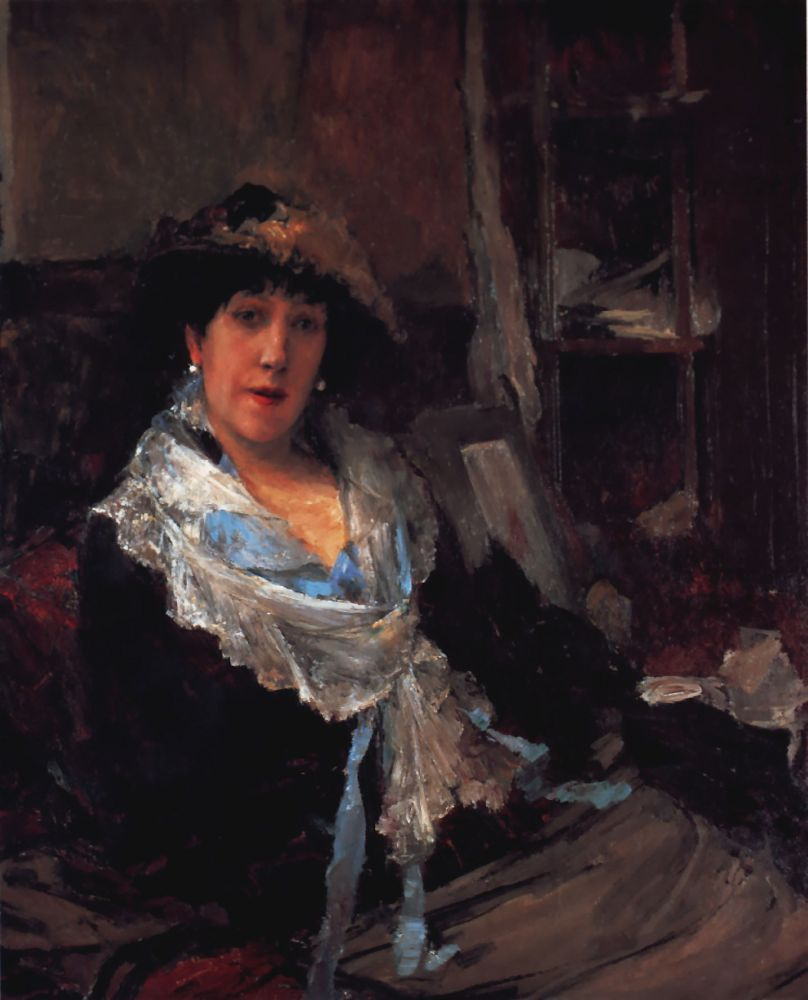
Marie Samary de la Teatrul Odéon, c. 1881, Muzeul de Artă din Cleveland
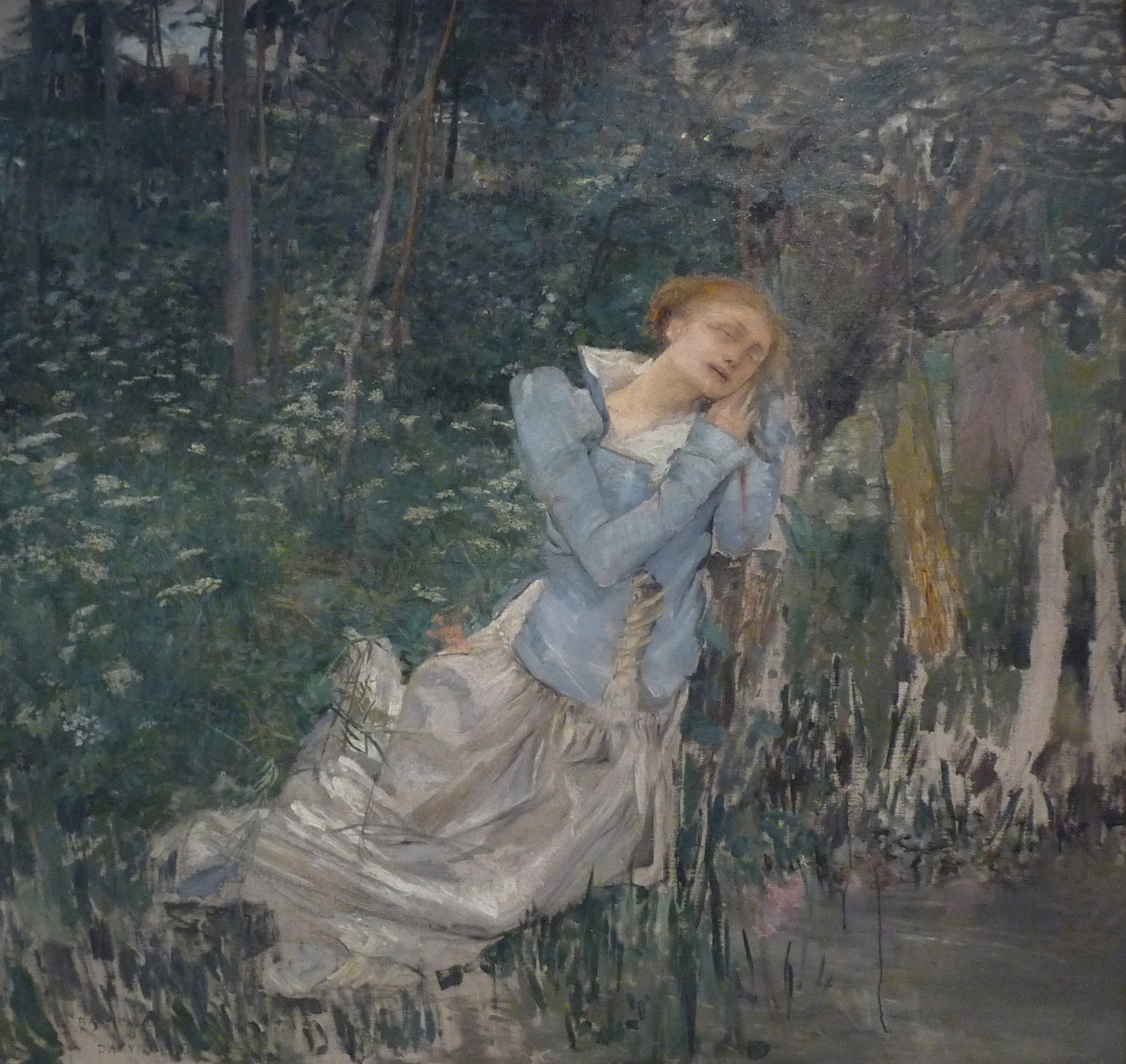
Ofelia, 1881, Muzeul de Arte Frumoase din Nancy⁠(d)
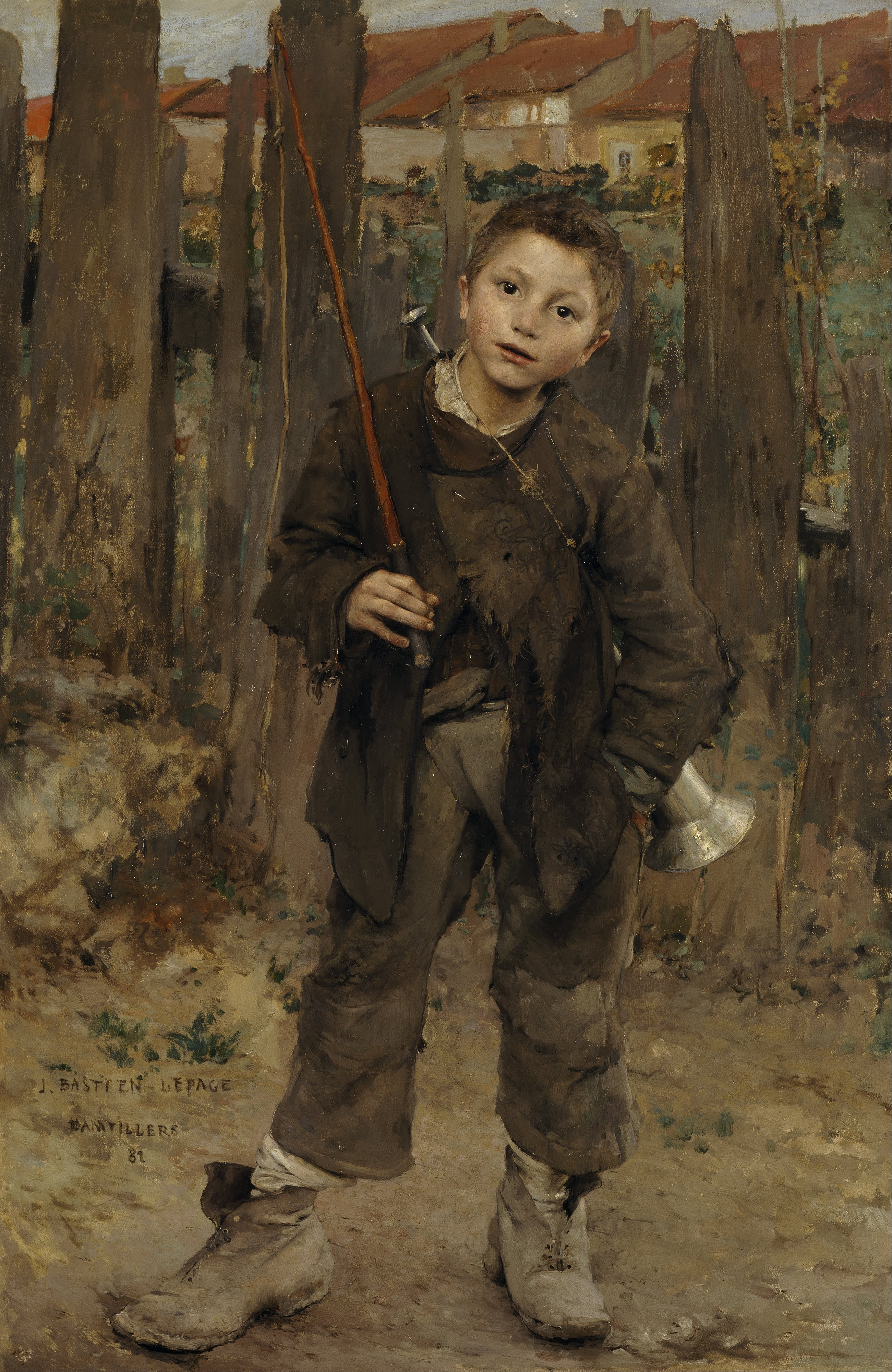
Pas Mèche (Nimic de făcut), 1882, Scottish National Gallery
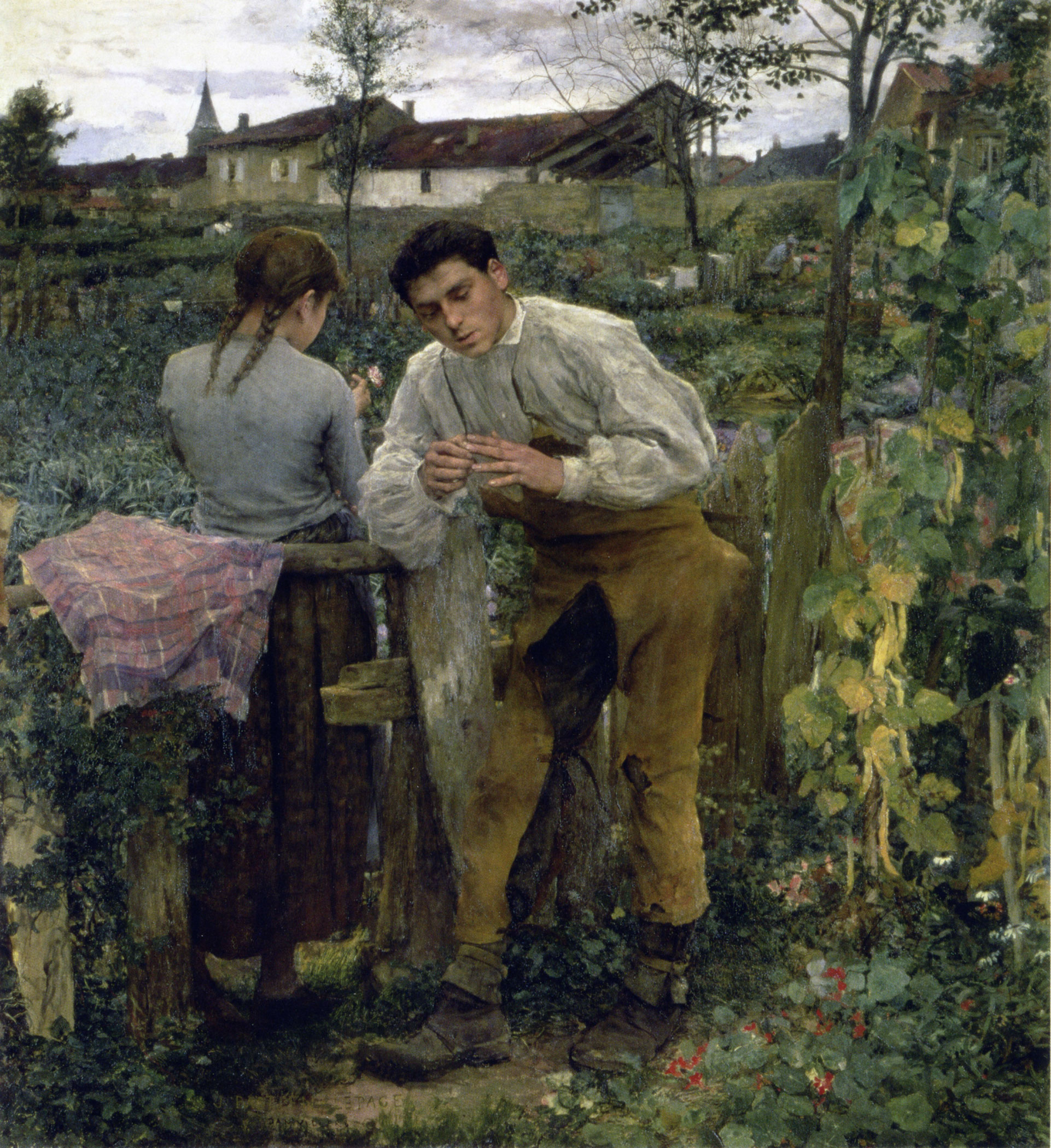
L'Amour au Village⁠(d), 1882, Muzeul Pușkin
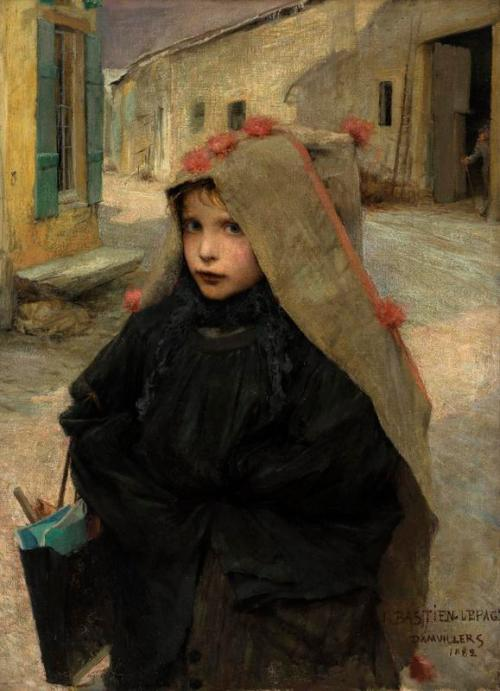
Mergând la școală, 1882, Aberdeen Art Gallery⁠(d)